# Le Prix du bonheur
Pour plus de détails, voir Fiche technique et Distribution.
Le Prix du bonheur (titre original : You Came Along) est un film américain en noir et blanc réalisé par John Farrow, sorti en 1945.

## Synopsis
Pendant la Seconde Guerre mondiale, le pilote de chasse américain Bob Collins, accompagné de deux camarades officiers et de leur charmante guide, Ivy Hotchkiss, ont pour mission de parcourir le pays pour vendre des obligations de guerre en soutien à l'effort de guerre. Au cours de ce voyage, Bob tombe amoureux d'Ivy, mais il cache quelque chose.

## Fiche technique
- Titre original: You Came Along
- Réalisation : John Farrow
- Scénario : Robert Smith (histoire) et Ayn Rand
- Musique : Victor Young
- Photographie : Daniel L. Fapp
- Montage : Eda Warren
- Producteur : Hal B. Wallis
- Société de production : Hal Wallis Productions, Inc.
- Société de distribution : Paramount Pictures
- Pays de production :  États-Unis
- Langue originale : anglais américain
- Format : Noir et blanc — 35 mm — 1,37:1 — son : mono
- Genre : comédie dramatique, comédie romantique
- Durée : 102 min
- Dates de sortie :
  - États-Unis : 14 septembre 1945
  - France : 15 août 1947

## Distribution
Acteurs non crédités
- Hugh Beaumont : l'aumônier de l'armée aux funérailles
- Brooks Benedict : le patron du bistro
- Davison Clark : un garde
- William B. Davidson : Officier de l'aéroport
- Lester Dorr : reporter
- Frank Faylen : le groom
- Bess Flowers : invité au dîner
- James Millican : George Nelson
- Ruth Roman : Gloria Revere
- Will Wright : Dale V. Armstrong
- Gayne Whitman : le maître de cérémonie
- Rex Lease : l'agent d'aéroport
- Frances Raymond : la douairière
- Louis Jean Heydt
- Reed Howes
- Robert Emmett Keane
- Georges Renavent
- Jack Lindquist
- Elaine Riley
- Jean Willes